# Moto Sasaki
Moto Sasaki (en japonés: 佐々木元; 5 de mayo de 1985) es un deportista japonés que compite en ciclismo en la modalidad de BMX estilo libre, especialista en la prueba de flatland.
Ganó cuatro medallas en el Campeonato Mundial de Ciclismo Urbano entre los años 2019 y 2024. Adicionalmente, consiguió dos medallas en los X Games.

## Palmarés internacional
| Campeonato Mundial | Campeonato Mundial    | Campeonato Mundial | Campeonato Mundial |
| Año                | Lugar                 | Medalla            | Competición        |
| ------------------ | --------------------- | ------------------ | ------------------ |
| 2019               | Chengdu (China)       | Medalla de bronce  | Flatland           |
| 2021               | Montpellier (Francia) | Medalla de plata   | Flatland           |
| 2022               | Abu Dabi (EAU)        | Medalla de oro     | Flatland           |
| 2024               | Abu Dabi (EAU)        | Medalla de plata   | Flatland           |

| X Games de Verano | X Games de Verano | X Games de Verano | X Games de Verano |
| Año               | Lugar             | Medalla           | Prueba            |
| ----------------- | ----------------- | ----------------- | ----------------- |
| 2022              | Chiba (Japón)     | Medalla de bronce | Flatland          |
| 2025              | Osaka (Japón)     | Medalla de plata  | Flatland          |